# IC 1657
IC 1657 = IC 1663 ist eine aktive Elliptische Galaxie mit ausgedehnten Sternentstehungsgebieten vom Hubble-Typ SBbc im Sternbild Sculptor am Südsternhimmel. Sie ist schätzungsweise 159 Millionen Lichtjahre von der Milchstraße entfernt und hat einen Durchmesser von etwa 115.000 Lichtjahren. 

Im selben Himmelsareal befinden sich u. a. die Galaxien NGC 427, NGC 439, NGC 441.
Die Typ-Ia-Supernova SN 2012hd wurde hier beobachtet.
Das Objekt wurde am 4. September 1897 von Lewis Swift entdeckt.